# Lavlje uho
Lavlje uho (lat. Leonotis), manji biljni rod jednogodišnjeg raslinja, vazdazelenih i poluzelenih trajnica, polugrmova i grmova iz subsaharske Afrike i Indijskog potkontinenta. Neke vrste naturalizirane su po drugim tropskim krajevima.
Pripada porodici usnača. Danas je priznato 9 vrsta

## Vrste
1. Leonotis decadonta Gürke
2. Leonotis goetzei Gürke
3. Leonotis grandis Iwarsson & Y.B.Harv.
4. Leonotis leonurus (L.) R.Br.
5. Leonotis myricifolia Iwarsson & Y.B.Harv.
6. Leonotis myrothamnifolia Iwarsson & Y.B.Harv.
7. Leonotis nepetifolia (L.) R.Br.
8. Leonotis ocymifolia (Burm.f.) Iwarsson
9. Leonotis pole-evansii Hutch.

## Vanjske poveznice
|  | Zajednički poslužitelj ima još gradiva o temi Leonotis |
|  | Wikivrste imaju podatke o taksonu Leonotis             |